# Campionati europei di sollevamento pesi 2005
I Campionati europei di sollevamento pesi 2005, 86ª edizione maschile e 18ª femminile della manifestazione, si sono svolti dal 16 al 24 aprile a Sofia, in Bulgaria, all'Universiada Hall.
Fu l'ultima edizione dei campionati europei ad applicare il vecchio regolamento sul peso del bilanciere che avanzava per multipli di 0,5 kg. A partire dall'edizione successiva, doveva avanzare per multipli di 1 kg., in base alle decisioni del Congresso IWF di Istanbul del 4 marzo 2005, con effetto dal 1° maggio 2005.
In base alle variazioni avvenute nel corso del suo svolgimento, l'edizione è conteggiata come:
- la 64ª effettivamente organizzata;
- la 84ª secondo la numerazione della EWF;
- la 86ª secondo la numerazione della IWF.

## Squalifiche
Le competizioni furono caratterizzate da sei squalifiche:
- Halil Mutlu nei pesi piuma maschili, (limite dei 62 kg), vincitore della gara, trovato positivo agli steroidi;[4]
- Martin Kubika nei pesi medi maschili (limite dei 77 kg), che si classificò all'ottavo posto;
- Ilir Tafaram nei pesi massimi leggeri maschili (limite degli 85 kg), che si classificò all'ottavo posto;
- Anastasija Novikava nei pesi piuma femminili (limite dei 53 kg), vincitrice della gara;
- Magdalena Horna nei pesi massimi leggeri femminili (limite dei 69 kg), che si classificò all'ottavo posto;
- Viktorija Šajmardanova nei pesi supermassimi femminili (limite dei +75 kg), vincitrice della gara.

Ilir Tafaram fu squalificato a vita, gli altri per due anni, fino ad aprile del 2007. Tutte le medaglie vennero riassegnate.

## Titoli in palio
Sono stati assegnati 15 titoli nel totale dell'esercizio (45 considerando anche le due specialità, lo strappo e lo slancio) in 8 categorie maschili e 7 femminili, sotto elencate.
Categorie maschili
| Categoria            | Eventi         | Atl. | Gr. |
| -------------------- | -------------- | ---- | --- |
| Pesi gallo           | Fino a 56 kg   | 13   | 2   |
| Pesi piuma           | Fino a 62 kg   | 10   | 2   |
| Pesi leggeri         | Fino a 69 kg   | 11   | 2   |
| Pesi medi            | Fino a 77 kg   | 11   | 2   |
| Pesi massimi leggeri | Fino a 85 kg   | 19   | 2   |
| Pesi mediomassimi    | Fino a 94 kg   | 18   | 2   |
| Pesi massimi         | Fino a 105 kg  | 10   | 2   |
| Pesi supermassimi    | Oltre i 105 kg | 17   | 2   |

Categorie femminili
| Categoria            | Eventi        | Atl. | Gr. |
| -------------------- | ------------- | ---- | --- |
| Pesi gallo           | Fino a 48 kg  | 11   | 2   |
| Pesi piuma           | Fino a 53 kg  | 13   | 2   |
| Pesi leggeri         | Fino a 58 kg  | 11   | 2   |
| Pesi medi            | Fino a 63 kg  | 13   | 2   |
| Pesi massimi leggeri | Fino a 69 kg  | 10   | 2   |
| Pesi massimi         | Fino a 75 kg  | 10   | 2   |
| Pesi supermassimi    | Oltre i 75 kg | 8    | 1   |

## Nazioni partecipanti
Le nazioni che hanno partecipato ai campionati furono 31 per un totale di 185 partecipanti (109 atleti e 76 atlete). Tra parentesi i partecipanti per nazione.
- Albania  (2)
- Armenia  (4)
- Austria  (2)
- Belgio  (1)
- Bielorussia  (10)
- Bosnia ed Erzegovina  (1)
- Bulgaria  (15)
- Cipro  (2)
- Croazia  (1)
- Estonia  (1)
- Finlandia  (4)
- Francia  (8)
- Germania  (2)
- Grecia  (15)
- Israele  (2)
- Italia  (10)
- Lettonia  (1)
- Lituania  (6)
- Moldavia  (2)
- Norvegia  (2)
- Paesi Bassi  (2)
- Polonia  (15)
- Regno Unito  (10)
- Rep. Ceca  (3)
- Romania  (8)
- Russia  (14)
- Slovacchia  (3)
- Spagna  (13)
- Svezia  (1)
- Turchia  (15)
- Ucraina  (10)

## Risultati
Sono stati stabiliti un record mondiale juniores (Under-20), due record europei senior e due record europei juniores, tutti nelle categorie femminili.

### Categorie maschili
| Evento                       | Oro                | Oro                | Argento             | Argento            | Bronzo              | Bronzo             |
| Pesi gallo — 56 kg           | Pesi gallo — 56 kg | Pesi gallo — 56 kg | Pesi gallo — 56 kg  | Pesi gallo — 56 kg | Pesi gallo — 56 kg  | Pesi gallo — 56 kg |
| ---------------------------- | ------------------ | ------------------ | ------------------- | ------------------ | ------------------- | ------------------ |
| Strappo                      | Sedat Artuç        | 125,0 kg           | Erol Bilgin         | 120,0 kg           | Vitalij Dzerbjanëŭ  | 117,5 kg           |
| Slancio                      | Sedat Artuç        | 150,0 kg           | Erol Bilgin         | 145,0 kg           | Vitalij Dzerbjanëŭ  | 142,5 kg           |
| Totale                       | Sedat Artuç        | 275,0 kg           | Erol Bilgin         | 265,0 kg           | Vitalij Dzerbjanëŭ  | 260,0 kg           |
| Pesi piuma — 62 kg           |                    |                    |                     |                    |                     |                    |
| Strappo                      | Adrian Jigău       | 132,5 kg           | Sevdalin Angelov    | 132,5 kg           | Stefan Georgiev     | 130,0 kg           |
| Slancio                      | Sevdalin Angelov   | 165,0 kg           | Adrian Jigău        | 162,5 kg           | Stefan Georgiev     | 160,0 kg           |
| Totale                       | Sevdalin Angelov   | 297,5 kg           | Adrian Jigău        | 295,0 kg           | Stefan Georgiev     | 290,0 kg           |
| Pesi leggeri — 69 kg         |                    |                    |                     |                    |                     |                    |
| Strappo                      | Demir Demirev      | 150,0 kg           | Ferit Sen           | 147,5 kg           | José Casado         | 137,5 kg           |
| Slancio                      | Demir Demirev      | 185,0 kg           | Mehmed Fikretov     | 177,5 kg           | Ferit Sen           | 175,0 kg           |
| Totale                       | Demir Demirev      | 335,0 kg           | Ferit Sen           | 322,5 kg           | Mehmed Fikretov     | 312,5 kg           |
| Pesi medi — 77 kg            |                    |                    |                     |                    |                     |                    |
| Strappo                      | Taner Sağır        | 167,5 kg           | Sebastian Dogariu   | 160,0 kg           | Krzysztof Szramiak  | 157,5 kg           |
| Slancio                      | Taner Sağır        | 192,5 kg           | Ivan Stoicov        | 190,0 kg           | Sebastian Dogariu   | 187,5 kg           |
| Totale                       | Taner Sağır        | 360,0 kg           | Sebastian Dogariu   | 347,5 kg           | Ivan Stoicov        | 345,0 kg           |
| Pesi massimi leggeri — 85 kg |                    |                    |                     |                    |                     |                    |
| Strappo                      | Ruslan Novikaŭ     | 170,0 kg           | Arsen Melikyan      | 165,0 kg           | Oleksandr Čerpak    | 165,0 kg           |
| Slancio                      | Valeriu Calancea   | 205,0 kg           | Ruslan Novikaŭ      | 205,0 kg           | İzzet İnce          | 200,0 kg           |
| Totale                       | Ruslan Novikaŭ     | 375,0 kg           | Valeriu Calancea    | 367,5 kg           | Arsen Melikyan      | 362,5 kg           |
| Pesi mediomassimi — 94 kg    |                    |                    |                     |                    |                     |                    |
| Strappo                      | Pavel Harkavy      | 177,5 kg           | Mikalai Patotski    | 175,0 kg           | Vladislav Yarkine   | 170,0 kg           |
| Slancio                      | Hakan Yilmaz       | 215,0 kg           | Andrej Skorobogatov | 212,5 kg           | Kostjantyn Pilijev  | 210,0 kg           |
| Totale                       | Hakan Yilmaz       | 385,0 kg           | Andrej Skorobogatov | 382,5 kg           | Kostjantyn Pilijev  | 380,0 kg           |
| Pesi massimi — 105 kg        |                    |                    |                     |                    |                     |                    |
| Strappo                      | Vladimir Smorčkov  | 195,0 kg           | Dmitrij Lapikov     | 190,0 kg           | Bünyamin Sudaş      | 182,5 kg           |
| Slancio                      | Vladimir Smorčkov  | 227,5 kg           | Bünyamin Sudaş      | 227,5 kg           | Ramūnas Vyšniauskas | 227,5 kg           |
| Totale                       | Vladimir Smorčkov  | 422,5 kg           | Bünyamin Sudaş      | 410,0 kg           | Ramūnas Vyšniauskas | 410,0 kg           |
| Pesi supermassimi — +105 kg  |                    |                    |                     |                    |                     |                    |
| Strappo                      | Evgenij Čigišev    | 205,0 kg           | Viktors Ščerbatihs  | 200,0 kg           | Ara Vardanyan       | 200,0 kg           |
| Slancio                      | Viktors Ščerbatihs | 250,0 kg           | Ashot Danielyan     | 247,5 kg           | Evgenij Čigišev     | 242,5 kg           |
| Totale                       | Viktors Ščerbatihs | 450,0 kg           | Evgenij Čigišev     | 447,5 kg           | Ashot Danielyan     | 440,0 kg           |

### Categorie femminili
| Evento                       | Oro                    | Oro                | Argento                | Argento            | Bronzo                 | Bronzo             |
| Pesi gallo — 48 kg           | Pesi gallo — 48 kg     | Pesi gallo — 48 kg | Pesi gallo — 48 kg     | Pesi gallo — 48 kg | Pesi gallo — 48 kg     | Pesi gallo — 48 kg |
| ---------------------------- | ---------------------- | ------------------ | ---------------------- | ------------------ | ---------------------- | ------------------ |
| Strappo                      | Rebeca Sires Rodríguez | 80,0 kg            | Svetlana Ul'janova     | 77,5 kg            | Gema Peris             | 77,5 kg            |
| Slancio                      | Svetlana Ul'janova     | 100,0 kg           | Rebeca Sires Rodríguez | 95,0 kg            | Donka Minčeva          | 92,5 kg            |
| Totale                       | Svetlana Ul'janova     | 177,5 kg           | Rebeca Sires Rodríguez | 175,0 kg           | Donka Minčeva          | 165,0 kg           |
| Pesi piuma — 53 kg           |                        |                    |                        |                    |                        |                    |
| Strappo                      | Mărioara Munteanu      | 87,5 kg            | Estefanía Juan Tello   | 85,0 kg            | Natalija Trocenko      | 82,5 kg            |
| Slancio                      | Natalija Trocenko      | 105,0 kg           | Mărioara Munteanu      | 105,0 kg           | Estefanía Juan Tello   | 100,0 kg           |
| Totale                       | Mărioara Munteanu      | 192,5 kg           | Natalija Trocenko      | 187,5 kg           | Estefanía Juan Tello   | 185,0 kg           |
| Pesi leggeri — 58 kg         |                        |                    |                        |                    |                        |                    |
| Strappo                      | Marina Šainova         | 97,5 kg            | Marieta Gotfryd        | 95,0 kg            | Aleksandra Klejnowska  | 90,0 kg            |
| Slancio                      | Marina Šainova         | 125,0 kg           | Aleksandra Klejnowska  | 120,0 kg           | Natalija Radukhouskaja | 107,5 kg           |
| Totale                       | Marina Šainova         | 222,5 kg           | Aleksandra Klejnowska  | 210,0 kg           | Marieta Gotfryd        | 200,0 kg           |
| Pesi medi — 63 kg            |                        |                    |                        |                    |                        |                    |
| Strappo                      | Svetlana Šimkova       | 105,0 kg           | Gergana Kirilova       | 100,0 kg           | Michaela Breeze        | 97,5 kg            |
| Slancio                      | Svetlana Šimkova       | 130,0 kg           | Dominika Misterska     | 122,5 kg           | Gergana Kirilova       | 120,0 kg           |
| Totale                       | Svetlana Šimkova       | 235,0 kg           | Dominika Misterska     | 220,0 kg           | Gergana Kirilova       | 220,0 kg           |
| Pesi massimi leggeri — 69 kg |                        |                    |                        |                    |                        |                    |
| Strappo                      | Zarema Kasaeva         | 120,0 kg           | Ol'ga Kiselёva         | 110,0 kg           | Natalija Davydova      | 110,0 kg           |
| Slancio                      | Zarema Kasaeva         | 145,0 kg           | Ol'ga Kiselёva         | 142,5 kg           | Natalija Davydova      | 132,5 kg           |
| Totale                       | Zarema Kasaeva         | 265,0 kg           | Ol'ga Kiselёva         | 252,5 kg           | Natalija Davydova      | 242,5 kg           |
| Pesi massimi — 75 kg         |                        |                    |                        |                    |                        |                    |
| Strappo                      | Valentina Popova       | 117,5 kg           | Svetlana Podobedova    | 115,0 kg           | Rumjana Petkova        | 107,5 kg           |
| Slancio                      | Svetlana Podobedova    | 147,5 kg           | Valentina Popova       | 142,5 kg           | Rumjana Petkova        | 127,5 kg           |
| Totale                       | Svetlana Podobedova    | 262,5 kg           | Valentina Popova       | 260,0 kg           | Rumjana Petkova        | 235,0 kg           |
| Pesi supermassimi — +75 kg   |                        |                    |                        |                    |                        |                    |
| Strappo                      | Julija Dovhal'         | 120,0 kg           | Aikaterini Roditi      | 110,0 kg           | Jordanka Apostolova    | 110,0 kg           |
| Slancio                      | Julija Dovhal'         | 140,0 kg           | Jordanka Apostolova    | 132,5 kg           | Magdalena Ufnal        | 130,0 kg           |
| Totale                       | Julija Dovhal'         | 260,0 kg           | Jordanka Apostolova    | 242,5 kg           | Aikaterini Roditi      | 235,0 kg           |

## Medagliere

### Grandi (totale)
Riferito al totale dell'esercizio.
| Posiz.              | Nazione             | Oro | Argento | Bronzo | Totale |
| ------------------- | ------------------- | --- | ------- | ------ | ------ |
| 1                   | Russia              | 6   | 4       | 0      | 10     |
| 2                   | Turchia             | 3   | 3       | 0      | 6      |
| 3                   | Bulgaria            | 2   | 1       | 6      | 9      |
| 4                   | Romania             | 1   | 3       | 0      | 4      |
| 5                   | Ucraina             | 1   | 1       | 2      | 4      |
| 6                   | Bielorussia         | 1   | 0       | 1      | 2      |
| 7                   | Lettonia            | 1   | 0       | 0      | 1      |
| 8                   | Polonia             | 0   | 2       | 1      | 3      |
| 9                   | Spagna              | 0   | 1       | 1      | 2      |
| 10                  | Armenia             | 0   | 0       | 2      | 2      |
| 11                  | Grecia              | 0   | 0       | 1      | 1      |
| 11                  | Lituania            | 0   | 0       | 1      | 1      |
| Totale (12 nazioni) | Totale (12 nazioni) | 15  | 15      | 15     | 45     |

### Grandi (totale) e Piccole (Strappo e Slancio)
Riferito al totale dell'esercizio e delle due specialità.
| Posiz.              | Nazione             | Oro | Argento | Bronzo | Totale |
| ------------------- | ------------------- | --- | ------- | ------ | ------ |
| 1                   | Russia              | 18  | 11      | 2      | 31     |
| 2                   | Turchia             | 8   | 7       | 3      | 18     |
| 3                   | Bulgaria            | 5   | 6       | 13     | 24     |
| 4                   | Romania             | 4   | 6       | 1      | 11     |
| 5                   | Ucraina             | 4   | 1       | 8      | 13     |
| 6                   | Bielorussia         | 3   | 2       | 4      | 9      |
| 7                   | Lettonia            | 2   | 1       | 0      | 3      |
| 8                   | Spagna              | 1   | 3       | 4      | 8      |
| 9                   | Polonia             | 0   | 5       | 4      | 9      |
| 10                  | Armenia             | 0   | 2       | 2      | 4      |
| 11                  | Lituania            | 0   | 0       | 2      | 2      |
| 12                  | Grecia              | 0   | 1       | 1      | 2      |
| 13                  | Regno Unito         | 0   | 0       | 1      | 1      |
| Totale (13 nazioni) | Totale (13 nazioni) | 45  | 45      | 45     | 135    |

## Classifica a squadre

### Sistema di punteggio
Il sistema di punteggio è indicato dalla sommatoria dell'esercizio totale e delle due specialità in base allo schema adottato nel 1996:

### Categorie maschili
| Pos. | Squadra     | Punti |
| ---- | ----------- | ----- |
| 1    | Bulgaria    | 524   |
| 2    | Turchia     | 486   |
| 3    | Russia      | 474   |
| 4    | Polonia     | 424   |
| 5    | Spagna      | 381   |
| 6    | Bielorussia | 376   |
| 7    | Romania     | 353   |
| 8    | Grecia      | 352   |
| 9    | Ucraina     | 259   |
| 10   | Lituania    | 258   |
| 11   | Armenia     | 252   |
| 12   | Italia      | 238   |
| 13   | Francia     | 222   |
| 14   | Moldavia    | 118   |
| 15   | Slovacchia  | 113   |
| 15   | Regno Unito | 113   |
| 17   | Germania    | 106   |
| 17   | Israele     | 106   |
| 19   | Cipro       | 83    |
| 20   | Lettonia    | 81    |
| 21   | Finlandia   | 72    |
| 22   | Belgio      | 63    |
| 23   | Albania     | 51    |
| 24   | Norvegia    | 48    |
| 25   | Croazia     | 47    |
| 25   | Rep. Ceca   | 47    |
| 27   | Svezia      | 42    |
| 28   | Paesi Bassi | 40    |
| 29   | Estonia     | 36    |
| 30   | Austria     | 0     |

### Categorie femminili
| Pos. | Squadra              | Punti |
| ---- | -------------------- | ----- |
| 1    | Russia               | 567   |
| 2    | Polonia              | 461   |
| 3    | Bulgaria             | 457   |
| 4    | Grecia               | 390   |
| 5    | Ucraina              | 342   |
| 6    | Spagna               | 339   |
| 7    | Turchia              | 328   |
| 8    | Regno Unito          | 314   |
| 9    | Italia               | 278   |
| 10   | Francia              | 214   |
| 11   | Bielorussia          | 176   |
| 12   | Romania              | 138   |
| 13   | Finlandia            | 102   |
| 14   | Rep. Ceca            | 64    |
| 15   | Paesi Bassi          | 63    |
| 16   | Austria              | 59    |
| 17   | Norvegia             | 54    |
| 18   | Bosnia ed Erzegovina | 51    |
| 19   | Slovacchia           | 0     |